# Бег на 2000 метров
Бег на 2000 метров — средняя дистанция в легкой атлетике, в которой спортсмен пробегает 5 кругов по 400 м на открытом стадионе.
Бег на 2000 м никогда не был олимпийской дистанцией. Он также не включался в программу чемпионатов мира по легкой атлетике. Часто используется бегунами как тест перед важными стартами.

## Рекорды
Рекорды даны по состоянию на 13 марта 2022 года.
 в стадии утверждения

### Мужчины
|                            | Результат | Спортсмен            | Страна    | Место    | Дата            |
| -------------------------- | --------- | -------------------- | --------- | -------- | --------------- |
| Рекорд мира                | 4.43,13   | Якоб Ингебригтсен    | Норвегия  | Брюссель | 8 сентября 2023 |
| Рекорд Африки              | 4.44,79   | Хишам Эль Герруж     | Марокко   | Берлин   | 7 сентября 1999 |
| Рекорд Азии                | 4.55,57   | Мохаммед Сулейман    | Катар     | Рим      | 8 июня 1995     |
| Рекорд Европы              | 4.43,13   | Якоб Ингебригтсен    | Норвегия  | Брюссель | 8 сентября 2023 |
| Рекорд Северной Америки    | 4.51,54   | Шарль Филибер-Тибуто | Канада    | Брюссель | 8 сентября 2023 |
| Рекорд Южной Америки       | 5.03,34   | Хадсон де Соуза      | Бразилия  | Манаус   | 6 апреля 2002   |
| Рекорд Австралии и Океании | 4.48,77   | Стюарт МакСвейн      | Австралия | Брюссель | 8 сентября 2023 |

### Женщины
| Рекорд              | Результат | Спортсменка         | Страна    | Место    | Дата             |
| ------------------- | --------- | ------------------- | --------- | -------- | ---------------- |
| Мира                | 5.19,70   | Джессика Халл       | Австралия | Монако   | 12 Июля 2024     |
| Африки              | 5.21,56   | Франсина Нийонсаба  | Бурунди   | Загреб   | 14 сентября 2021 |
| Азии                | 5.31,88   | Мариам Юсуф Джамал  | Бахрейн   | Юджин    | 7 июня 2009      |
| Европы              | 5.25,6    | Соня О’Салливан     | Ирландия  | Эдинбург | 8 июля 1994      |
| Северной Америки    | 5.28,78   | Макгии Кори Энн     | США       | Монако   | 12 июля 2024     |
| Южной Америки       | 5.50,21   | Фернандес Мария Пиа | Уругвай   | Монако   | 12 июля 2024     |
| Австралии и Океании | 5.19,70   | Джессика Халл       | Австралия | Монако   | 12 июля 2024     |